# Hoverla (település)
Hoverla (ukránul: Говерла) falu Ukrajnában, Kárpátalján, a Rahói járásban.

## Fekvése
Rahótól keletre, Láposmezőtől északra, 690 méter tengerszint feletti magasságban, a hasonló nevű hegycsúcs alatt fekvő település. Átfolyik rajta a Hoverla patak.

## Nevének eredete
A Hoverla helységnév hegy- vagy víznévi eredetű, mely változatok közül a hegynévi eredet valószínűbb. A falu a Hoverla nevű hegy lábánál, a Hoverla patak mellett keletkezett. Eredetét azonban többféleképpen is magyarázzák: egyes vélemények szerint összetartozhat a szerb.-horvát Ovrlje~Ovrljica helynévvel, ami ’egy fajta női fejrevaló’ értelmű régi hovrlica köznévből származhat (FneSz., Hoverla). Ukrán nyelvészek egy román howirla ’nehezen átjárható emelkedés’ (Янко 99-100), illetve egy  hovirla ’meredek csúcsú hegy’(Габорак 2008: 48) köznévből eredeztetik, míg Constantinescu szerint kapcsolatba hozható az ukrán Havril (Чучка 2005: 129) személynévvel (Constantinescu 63).

## Története
Hoverla nevét 1864-ben Hoverla néven említették. Későbbi névváltozatai: 1799-ben Hoverlye, Hoverla, 1863-ban Howerla (csúcs), Howerla Klause, 1913-ban Hoverla (hnt.), 1944-ben Hoverla, Говерла, 1983-ban Говерла (Zo).

## Népesség
A falunak 380 lakosa van.

## Kapcsolódó szócikk
- Hoverla